# Albrecht von Haller
Albrecht von Haller (Berna, Suïssa, 16 d'octubre de 1708 – 12 o 17 de desembre de 1777) va ser un científic i poeta suís.

## Biografia

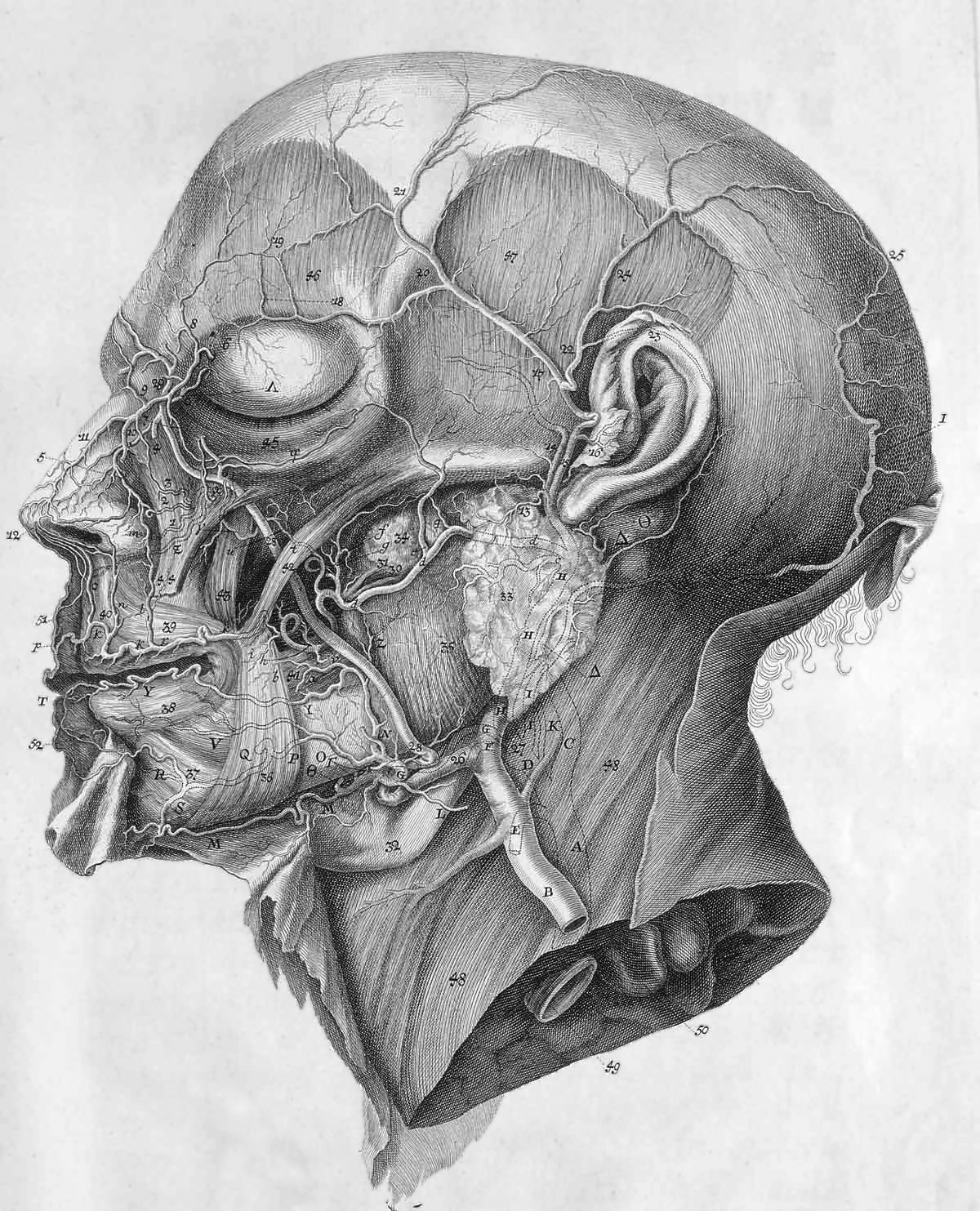
Il·lustració de C.J. Rollinus idel llibre de Haller Icones anatomicae de 1756

Va néixer a Berna. Va tenir una intel·ligència precoç, als quatre anys ja sabia llegir. Als setze anys començà a estudiar medicina a la Universitat de Tubinga però insatisfet amb aquesta universitat passà a la Universitat de Leiden on Boerhaave estava al zenit de la seva fama allí es graduà l'any 1727. Haller visità Londres, Oxford i París on continuà els seus estudis i el 1728 estava a Basilea on estudià matemàtiques sota John Bernoulli. Allí es va interessar per la botànica fent una col·lecció de plantes suïsses. Escriví el poema Die Alpen (els Alps) acabat el 1729.
El 1729 tornà a Berna i començà a practicar la medicina però es dedicava principalment a la botànica i l'anatomia va ser escollit membre de la Royal Society el 1743 i va ser fet noble el 1749. Va ser professor a la universitat de Göttingen durant disset anys.

## Homeopatia
Albrecht von Haller és mencionat en l'obra Organon de Medicina, del fundador de l'homeopatia, Samuel Hahnemann a qui qualifica de “gran i immortal”, sobre la necessitat que els remeis homeopàtics es provin primer en persones sanes.

## Bibliografia

Elementa physiologiae corporis humani VIII